# 原稿
原稿，又名手稿、底稿、草稿，是指文學或圖像創作中作者完成的初始稿件，和修改稿、校对稿相对。在打字機和印刷術的發明前，作品原稿均为手写本，必須經人手抄寫製作出複本，才能讓更多人閱覽。
由於手写原稿只有一份，極為珍貴，歷史上著名的作品手稿常被高價拍賣和收藏。現代桌面出版普及，電腦檔案取代了手抄本，原稿也以數位格式存在，作者的起草修改过程变得难以还原。

## 电脑与纸笔
随着20世纪科技的发展，大多数书写工作已经转移到电脑上。相比笔和纸，电脑的文字处理软体让创作新草稿变得更方便，因为它能快速修正语法和拼写错误。
然而，使用电脑撰写草稿并不意味着草稿质量会更好。在文字处理软体出现之前，作家需要花费大量时间来重新书写整篇作品。而使用文字处理器后，作家往往只会修正软体提示的小错误，却容易忽略影响整体结构的问题。相对而言，手写草稿时，作家需反覆重读，能够更多地针对内容进行修正和优化。
为了结合这两种方式的优点，作家可以先在电脑上撰写，然后打印出来进行实体修订。透过电脑，能快速解决细部错误；而印刷出的副本则有助于进行全局性的修改。电脑的运用让撰写过程更高效，减少了重写草稿的时间成本。

## 同侪审查
在撰写草稿时，让他人检阅并修改作品是重要的过程之一。透过同侪审查，其他人能够给予作者回馈，帮助作者修正先前未发现的错误。同侪审查并不等同于校对，因为同侪审查不仅限于拼写错误的修正，更能让不同观点的人检视作品，使作者对作品的目标有更深入的了解。同侪审查还可以指出句子结构上的问题，有时甚至可能导致草稿的重写。专业作家在撰写草稿时可能会进行同侪审查，正是因为这些优点，尽管这是一个耗时的过程。